# دابلیو. نورمن براون
ویلیام نورمن براون (به انگلیسی: William Norman Brown) (۲۴ ژوئن ۱۸۹۲–۲۲ آوریل ۱۹۷۵) هندشناس و سانسکریت‌شناس آمریکایی بود. او کسی بود که اولین گروه دانشگاهی مرکز مطالعات جنوب آسیا را در قاره آمریکای شمالی تأسیس کرد. او در سال ۱۹۲۶ انجمن شرق‌شناسی آمریکا را تأسیس کرد. او استاد زبان سانسکریت در دانشگاه پنسیلوانیا بود و که اکثر دوره کاری‌اش را آنجا گذرانید. او رئیس انجمن هندشناسی تا سال ۱۹۶۰ بود. او را بنیان‌گذار رشته مطالعات جنوب آسیا می‌دانند که در طول چهار دهه در دانشگاه پنسیلوانیا پیشگام بود در آنجا به تأسیس گروه شرق‌شناسی در سال ۱۹۳۱ کمک کرد و بعداً به تنهایی انجمن مطالعات منطقه‌ای جنوب آسیا (۱۹۴۸) را تأسیس کرد. این گروه‌ها هم‌اکنون تحت عنوان زبان‌ها و تمدن‌های آسیای شرقی، زبان‌ها و تمدن‌های خاورنزدیک و مطالعات آسیای جنوبی باقی ماندند. براون همچنین بنیان‌گذار مؤسسه هندشناسی واقع در کتابخانه ون پلت در دانشگاه پنسیلوانیا است. براون در سال ۱۹۴۶ میلادی عضو منتخب انجمن فیلسوفان آمریکا شد.

## زندگی ابتدایی
دبلیو. نورمن براون در ۲۴ ژوئن ۱۸۹۲ در بالتیمور متولد شد و در هشت‌سالگی به‌عنوان فرزند والدین مبلغ مذهبی به هند رفت. او در سیزده‌سالگی به مدرسه شبانه‌روزی در هیِرم، اوهایو، فرستاده شد. والدینش در سال ۱۹۱۰ به ایالات متحده بازگشتند و براون همراه با پدرش در دانشگاه جانز هاپکینز تحصیل کردند؛ او به‌عنوان دانشجوی کارشناسی و پدرش به‌عنوان دانشجوی تحصیلات تکمیلی تحصیل کرد.
پدرش، جورج دبلیو. براون، با ارائه پایان‌نامه‌ای با موضوع "بدن انسان در اوپانیشادها" موفق به دریافت مدرک دکترا شد، و دبلیو. نورمن براون مدرک کارشناسی خود را در رشته زبان یونانی دریافت کرد. او سپس با موریتس بلومفیلد، دانشمند برجسته ودایی، به تحصیل پرداخت و در سال ۱۹۱۶ مدرک دکترای خود را دریافت کرد. رساله دکترای او در سال ۱۹۱۹ به‌صورت بخشی در مجله انجمن شرقی آمریکا منتشر شد و نشان‌دهنده علاقه دیافرامیکی او به جنوب آسیا بود.
از سال ۱۹۱۶ تا ۱۹۱۹، او به‌عنوان پژوهشگر فوق‌دکترا در دانشگاه پنسیلوانیا فعالیت داشت و سپس به‌عنوان پژوهشگر جانستون در سانسکریت به دانشگاه جانز هاپکینز بازگشت. او در سال ۱۹۲۲ به هند سفر کرد؛ ابتدا به واراناسی برای تحقیقات و سپس به جامو، جایی که به‌عنوان استاد زبان انگلیسی و معاون دانشگاه Prince of Wales College مشغول به کار شد.

## شغل ابتدایی
دانشگاه پنسیلوانیا یکی از نخستین مؤسسات آکادمیک آمریکا بود که دوره‌هایی در زبان سانسکریت ارائه داد. در دهه ۱۸۸۰، این دانشگاه رشته اصلی و فرعی در سانسکریت ارائه می‌کرد. پروفسور مورتون دبلیو. ایستون (استاد زبان‌شناسی تطبیقی، ۱۸۸۳–۱۹۱۲) در این دانشگاه دوره‌های سانسکریت تدریس می‌کرد. ایستون در سال ۱۹۱۲ بازنشسته شد و در سال بعد فرانکلین اجرتون (استاد، ۱۹۱۳–۱۹۲۶) جایگزین او شد. پس از اجرتون، براون که در آن زمان در کالج پرنس ولز در جامو سانسکریت تدریس می‌کرد، به جای او منصوب شد.
براون از سال ۱۹۱۶ تا ۱۹۱۹، به‌عنوان پژوهشگر هریسون در دانشگاه پنسیلوانیا فعالیت داشت. او در سال ۱۹۲۶ انجمن شرقی آمریکا را تأسیس کرد. پس از خروج اجرتون در همان سال، دبلیو. نورمن براون به جای او منصوب شد.
براون، همراه با چند متخصص خاورمیانه، در سال ۱۹۳۱ بخش مطالعات شرقی را در دانشگاه پنسیلوانیا تأسیس کرد. او نقشی کلیدی در مباحثات حمایت‌شده توسط کمیته مطالعات هندیک و ایرانی انجمن آمریکایی شوراهای علمی داشت. براون با وجود اینکه یک سانسکریت‌شناس بود، دانش گسترده‌ای داشت و به زمینه‌های مختلفی علاقه‌مند بود. از جمله، او در حفاری‌های محوطه تمدن هاراپایی در چانهودارو (Chanhudaro) در سال‌های ۱۹۳۵–۱۹۳۶ تأمین مالی کرد.
در همین دوران بود که به نسخه‌های خطی، به‌ویژه نسخه‌های خطی اولیه با سبک غربی، علاقه‌مند شد. علاقه او به هنر شامل معماری، مجسمه‌سازی و دیگر آثار هنری نیز بود. براون از سال ۱۹۳۱ تا ۱۹۵۴ به‌عنوان سرپرست هنر هندی در موزه هنر فیلادلفیا فعالیت داشت و نظارت بر نصب دائمی یک سالن ستونی از مادورای را بر عهده گرفت.
در این دوره، براون همچنین جمع‌آوری نسخه‌های خطی از جنوب آسیا را ترتیب داد و اطمینان حاصل کرد که مجموعه آسیای جنوبی کتابخانه‌های دانشگاه پنسیلوانیا بزرگترین مجموعه نسخه‌های خطی هندی در آمریکای شمالی و یکی از بزرگترین‌ها در نیم‌کره غربی است. تاریخچه این نسخه‌های خطی در بسیاری از نشریات روایت شده است و می‌توان آن را این‌گونه خلاصه کرد:
«برخی از نسخه‌های خطی به‌طور اتفاقی توسط کتابخانه و موزه دانشگاه قبل از سال ۱۹۳۰ به‌دست آمدند، اما در همان سال، به درخواست پروفسور دبلیو. نورمن براون (۱۸۹۲–۱۹۷۵)، رئیس دانشگاه، جوسایا پنیمان، مبلغی را برای خرید نسخه‌های خطی هندی تأمین کرد. کمی بعد، او کمک مالی از آقای جان گریبل فقید دریافت کرد. کمک‌های قابل توجهی نیز از دکتر چارلز دبلیو. بور، صندوق تحقیقاتی هیئت علمی، و صندوق کاتن دریافت شد. بخش اعظم نسخه‌های خطی نتیجه خریدهایی است که با استفاده از این منابع مالی در هند، بین سال‌های ۱۹۳۰ و ۱۹۳۵، تحت مدیریت پروفسور دبلیو. نورمن براون انجام شده است.»
براون در سال‌های ۱۹۴۱–۱۹۴۲ رئیس انجمن شرقی آمریکا بود و از ۱۹۲۶ تا ۱۹۴۱ به‌عنوان سردبیر مجله انجمن شرقی آمریکا فعالیت داشت.

## دپارتمان مطالعات منطقه‌ای جنوب آسیا
جنگ جهانی دوم باعث شد ایالات متحده به این آگاهی برسد که با کمبود نیروهای متخصص در زبان‌ها و فرهنگ‌های جنوب آسیا و همچنین آشنایی با مسائل معاصر این منطقه روبه‌رو است. دانشگاه پنسیلوانیا تنها مؤسسه‌ای بود که در طول جنگ دوره‌های فشرده زبان و مطالعات منطقه‌ای ارائه می‌داد و بنابراین، مطالعات جنوب آسیا در این دانشگاه شکل گرفت.
در سال ۱۹۴۴، دبلیو. نورمن براون در یک سند پیشنهادی از توسعه جدی و تأمین مالی مطالعات شرق‌شناسی حمایت کرد. او نوشت:
«در طول جنگ، سازمان‌های دولتی ایالات متحده به اطلاعاتی درباره شرق نیاز پیدا کردند که بسیار فراتر از پیش‌بینی‌ها بود... ملت ما نباید دوباره به این اندازه فاقد دانش و متخصصان درباره شرق باشد که در پایان سال ۱۹۴۱ بود. شرق پس از جنگ نیز احتمالاً آزادتر از قبل برای تجارت با غرب خواهد بود... برای مواجهه با این شرایط جدید، آمریکا نیاز به کسب اطلاعات و تربیت نیروهایی دارد که بتوانند روابط سیاسی، تجاری و فرهنگی افزایش‌یافته را مدیریت کنند.»
کمی بعد، براون برای توسعه یک برنامه متمرکزتر در مطالعات منطقه‌ای جنوب آسیا استدلال کرد، خصوصاً با اعلام استقلال هند و ایجاد پاکستان در سال ۱۹۴۷. تا تابستان ۱۹۴۷، برنامه تابستانی براون با عنوان «هند: برنامه‌ای برای مطالعات منطقه‌ای» در دانشگاه پنسیلوانیا ارائه می‌شد.
در این دوره، ارنست بندر، دانشجوی برجسته زبان‌شناسی که در بخش مطالعات شرقی ثبت‌نام کرده بود، به براون کمک می‌کرد. از سال ۱۹۴۳ تا ۱۹۴۴، بندر مدرس زبان‌های هندی و اردو در برنامه تخصصی آموزشی ارتش بود و به مدت دو سال برنامه آموزشی تخصصی ارتش در زبان ژاپنی را نیز هماهنگ کرد. بندر همچنین مقاله‌های علمی درباره زبان چروکی نوشت، در حالی که بر روی آسیا کار می‌کرد.
در طول دوران کاری خود در دانشگاه پنسیلوانیا، پروفسور براون توانست دانشجویان، پژوهشگران و اعضای هیئت علمی خوبی را جذب و استخدام کند، به‌طوری که دانشگاه پنسیلوانیا به یکی از بهترین مکان‌ها برای مطالعه جنوب آسیا در دوران کلاسیک و معاصر تبدیل شد. اساتیدی مانند ریچارد لمبرت، لودو روچر، فرانکلین ساوتورث، جرج کاردونا و بسیاری دیگر توسط براون در بخش‌های مختلفی مانند مطالعات شرقی، مطالعات منطقه‌ای جنوب آسیا و زبان‌شناسی جذب شدند.
برای مثال، مارک یان درسدن که سانسکریت ودایی را زیر نظر یان گوندا آموخته بود و در کمبریج زبان‌های ختنی و ایرانی میانه را نزد اچ. دبلیو. بیلی و دبلیو. بی. هنینگ می‌خواند، در سال ۱۹۴۸ با براون ملاقات کرد. براون بلافاصله از او دعوت کرد تا به دانشگاه پنسیلوانیا بپیوندد. درسدن در آنجا از سال ۱۹۴۹ تا زمان بازنشستگی‌اش در ۱۹۷۷، زبان فارسی و سپس زبان‌های ایرانی قدیم و میانه را تدریس کرد.
براون همچنین در سال ۱۹۵۳ از استلا کرامریش دعوت کرد تا به بخش مطالعات منطقه‌ای جنوب آسیا بپیوندد، جایی که او تا زمان مرگش در سال ۱۹۹۳ استاد بود. برای دوره‌های کوتاه‌مدت، دانشمندانی برجسته مانند سونیتی کومار چاترجی و ایراواتی کاروه در این بخش تدریس کردند.
در سال ۱۹۶۱، براون از کالج سانسکریت دولت بنگال غربی در کلکته عنوان «ज्ञानरत्नाकरः» (جنانراتناکارا) دریافت کرد. او مؤسسه آمریکایی مطالعات هند را در دفاتر خود، که به اتاق مطالعه جنوب آسیا در کتابخانه ون‌پلت دانشگاه پنسیلوانیا متصل بود، تأسیس کرد. پس از مرگ او، کتابخانه شخصی‌اش به مجموعه جنوب آسیا در کتابخانه‌های دانشگاه پنسیلوانیا اضافه شد.

## دانش‌پژوهی
دبلیو. نورمن براون بیش از پنج دهه آثار علمی منتشر کرد و دستاوردهای پژوهشی او بسیار گسترده است. فهرستی از آثار او تا سال ۱۹۶۲ در کتاب مطالعات هندشناسی به افتخار دبلیو. نورمن براون که توسط ارنست بندر ویرایش شده بود، منتشر شد. این فهرست بعدها در کتاب هند و هندشناسی: مقالات منتخب دبلیو. نورمن براون که توسط روزانه روچر ویرایش شده بود، نیز آورده شد.
او همچنین ترجمه‌ای از ساوندریه‌لاهری (Saundaryalahari)، که به‌طور سنتی به شانکاراچاریه نسبت داده می‌شود، انجام داد. این ترجمه به‌عنوان جلد ۴۳ مجموعه سری شرقی دانشگاه هاروارد در سال ۱۹۵۸ منتشر شد.

## آثار منتخب

### کتاب‌ها
- Brown, Norman W. (1978).  Rocher, Rosane (ed.). India and Indology. Delhi: American Institute of Indian Studies.
- Brown, W. Norman (1964). The Mahimnastava: Praise of Shiva's greatness. Delhi: Motilal Banarasidass.
- Brown, W. Norman (1964). India, Pakistan, Ceylon (Rev. ed.). Philadelphia: University of Pennsylvania Press.
- Brown, W. Norman (1963). The United States and India and Pakistan. Cambridge: Harvard University Press.
- Brown, W. Norman (1962). The Vasanta vilasa a poem of the spring festival in Old Gujarati accompanied by Sanskrit and Prakrit stanzas and illustrated with miniature paintings. New Haven: American Oriental Society.
- Brown, W. Norman, ed. (1960). Resources for South Asian language studies in the United States: report of a conference convened by the University of Pennsylvania for the United States Office of Education, January 15–16, 1960. Philadelphia: University of Pennsylvania Press.
- Brown, Norman (1958). The Saundaryalahari: Flood of beauty. Cambridge: Harvard University Press.
- Brown, W. Norman (1953). The United States and India and Pakistan. Cambridge: Harvard University Press.
- Brown, W. Norman (1950). India, Pakistan, Ceylon. Ithaca: Cornell University Press.
- Brown, W. Norman (1941). Manuscript illustrations of the Uttaradhyayana sutra. New Haven: American Oriental Society.
- Brown, W. Norman (1940). A pillared hall from a temple at Madura, India in the Philadelphia Museum of Art. Philadelphia ; London: University of Pennsylvania Press ; Oxford University Press.
- Brown, W. Norman (1934). A descriptive and illustrated catalogue of miniature paintings of the Jaina Kalpasūtra as executed in the early western Indian style (with 45 plates). Baltimore: The Lord Baltimore Press.
- Brown, W. Norman (1933). The swastika: a study of the Nazi claims of its Aryan origin. New York: Emerson Books.
- Brown, W. Norman (1933). The story of Kalaka: texts, history, legends, and miniature paintings of the Śvetāmbara Jain hagiographical work, the Kālakācāryakathā (With 15 plates). Baltimore: The Lord Baltimore Press. Freer Gallery of Art, Oriental Series no. 1
- Brown, W. Norman (1926). Johns Hopkins half-century directory: a catalogue of the trustees, faculty, holders of honorary degrees, and students, graduates and non-graduates, 1876–1926. The Johns Hopkins University.
- Brown, W. Norman (1919). The Pancatantra in Modern Indian Folklore. New Haven: American Oriental Society.

### آثار آنلاین
- "Modern Indian folklore and its relation to literature. Part I: The Pañcatantra in modern Indian folklore (PhD thesis)". Baltimore. 1916.
- "The Indian and Christian miracles of walking on the water". 1928.
- "The swastika: a study of the Nazi claims of its Aryan origin". New York: Emerson Books. 1933. {{cite journal}}: Cite journal requires |journal= (help)